# Habibullah Kalakâni

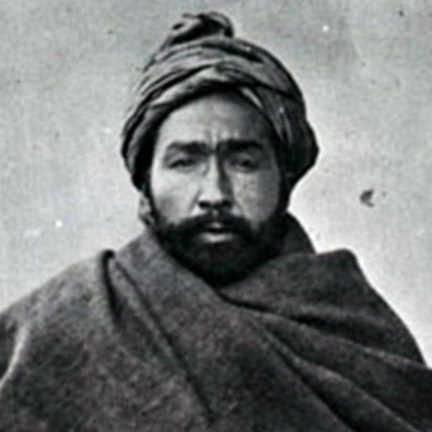
Habibullah Kalakâni (1929)

Amir Habibullah Kalakâni (paschtunisch حبیب الله کلکاني; persisch حبیب‌الله کلکانی, DMG Ḥabību-llāh Kalakānī; * um 1890 in Kuh Daman, Afghanistan; † 1. November 1929 in Kabul, Afghanistan), von großen Teilen des Volkes auch abwertend Batscha-e Saqqao (Sohn eines Wasserträgers) genannt, war von Januar bis Oktober 1929 König von Afghanistan.
Der Tadschike Habibullah stammte aus der Region Kalakan nördlich von Kabul und wuchs als Sohn eines Wasserträgers in sehr armen Verhältnissen auf. Er hatte keine Schulbildung und wurde, gemäß den dörflichen Traditionen, streng muslimisch erzogen. Er war Führer einer kleinen kriminellen Bande, die mit Erpressung, Hehlerei und Entführungen Geld sammelte.
Die Bemühungen des Königs Amanullah Khan, sich dem Westen und insbesondere Deutschland und dem Britischen Empire wirtschaftlich zu öffnen, führten zu zahlreichen Aufständen der Stämme. Der Höhepunkt dieser Revolten fand während der Auslandsreise des Königs im Jahre 1928 statt. Als Anführer eines Aufstandes in Kalakan marschierte Habibullah Kalakani am 17. Januar 1929 in Kabul ein und sorgte somit für den Sturz des Reformers und Königs Amanullah Khan sowie dessen für drei Tage amtierenden Nachfolgers Inayatullah Khan. Kalakâni führte sofort die Scharia als Gesetzgebung ein und zugleich plünderten seine Anhänger in seinem Einflussgebiet. Im Oktober 1929 wurde Habibullah durch den späteren König Mohammed Nadir Shah gestürzt und flüchtete. Durch Wortbruch wurde er aus Kalakan nach Kabul gelockt, gefangen genommen und kurze Zeit später öffentlich hingerichtet.
Der afghanische Dichter Khalilullah Khalili widmete ihm später sein Werk „Ayyār-e az Ḫorāsān“ („Der Held aus Chorasan“), in dem Habibullah Kalakâni als aufrichtiger Held beschrieben und gefeiert wird.